# James Barnes (general)
James Barnes, ameriški general, * 28. december 1801, † 12. februar 1869.

## Življenjepis
Rodil se je v Bostonu, kjer je končal Bonstonsko latinsko šolo (Boston Latin School) in leta 1829 je končal Vojaško akademijo ZDA; njegov sošolec na akademiji je bil tudi Robert E. Lee. Diplomiral je peti izmed 46 kadetov. Kot drugi poročnik je bil dodeljen 4. artilerijskemu polku, a je kmalu postal predavatelj taktike in francoščine na akademiji.
31. julija 1836 je izstopil iz vojaške zasluge in postal železniški inženir; leta 1839 je postal superintendent Western Railroad; slednji položaj je zasedal 22 let.
26. julija 1861 je bil aktiviran v vojaško službo in sicer je postal polkovnik Zvezne vojske ZDA ter poveljnik 18. massachusettskega polka. 10. julija 1862 je postal poveljnik 1. brigade 1. divizije 5. korpusa. Za zasluge v vodenju brigade je bil 4. aprila 1863 povišan v brigadnega generala prostovoljcev ZDA (retroaktivno z 29. novembrom 1862). 5. maja 1863 je prevzel poveljstvo 1. divizije istega korpusa, s katero se je udeležil bitke pri Gettysburgu, med katero je bil ranjen.
15. januarja 1866 je bil izvzet iz prostovoljne sestave, medtem ko je bil dva dni prej (13. januarja) predsednik ZDA Andrew Johnson Barnesa predlagal za povišanje v častnega brevetnega generalmajorja Prostovoljcev ZDA; 12. marca istega leta je Senat ZDA potrdil povišanje, pri čemer je bil podeljen retroaktivno z dnem 13. marcem 1865.
Po vojni se je vrnil k železnici in postal član vladne komisije, ki je nadzorovala gradnjo Union Pacific Railroad.